# Larimus pacificus
Larimus pacificus és una espècie de peix de la família dels esciènids i de l'ordre dels perciformes.

## Morfologia
- Els mascles poden assolir 32 cm de longitud total.[4][5]

## Alimentació
Menja principalment crustacis planctònics.

## Hàbitat
És un peix marí i de clima tropical que viu entre 29-50 m de fondària.

## Distribució geogràfica
Es troba al Pacífic oriental: des de Mèxic fins al Perú.

## Observacions
És inofensiu per als humans.